# Catagramma astarte
Catagramma astarte är en fjärilsart som beskrevs av Pieter Cramer 1782. Catagramma astarte ingår i släktet Catagramma och familjen praktfjärilar. Inga underarter finns listade i Catalogue of Life.